# Головченко Григорій Іванович
Григо́рій Іва́нович Голо́вченко (нар. 27 листопада 1905, Тростянець, Російська імперія — пом. 5 травня 1994, Харків, Україна) — радянський український залізничник, начальник Львівської (1949–1959) та Південної залізниці (1959–1972). Тричі кавалер Ордена Леніна.

## Життєпис
Народився у селі Тростянець, що на Сумщині, у родині залізничників, однак дитинство хлопця пройшло у Краснодарському краї, куди його батько (машиніст паровозу за фахом) разом з сім'єю переїхав у рік народження Григорія задля роботи на станції Тихорєцька Північно-Кавказької залізниці. У 9-річному віці хлопця віддали навчатися до Тихорєцького комерційного училища, яке він закінчив за п'ять років.
Трудовий шлях Головченко розпочав робітником у майстернях колійної служби станції Тихорєцька. 
З 1920 по 1924 рік навчався у школі другого ступеня, де й вступив у комсомол. По закінченню школи працював слюсарем та кочегаром в «Азнафті» міста Баку. 
У 1924 році був переведений у розряд кандидатів до ВКП(б). Згідно з рішенням Бакинського комітету партії, в зв'язку з нестачею робочої сили на Закавказькій залізниці, Головченка було направлено у депо П'яндж на посаду помічника машиніста.
У 1930 році закінчив Ростовський політтехнікум шляхів сполучення, після чого був направлений до депо «Грозний», а згодом переведений до депо «Тихорєцька», де пройшов шлях від помічника машиніста до начальника депо. У 1937 році призначений начальником великого паровозного депо «Таганрог». 
З 1938 року працював у Києві начальником паровозної служби управління Південно-Західної залізниці, а напередодні війни обійняв посаду заступника начальника дороги.
Напружений графік роботи та стреси негативно позначилися на здоров'ї Головченка — йому відняло ноги та праву руку. У липні 1941 року його направили на лікування спочатку до Харкова, а згодом до Куйбишева. В той же час наказом наркома Кагановича Головченка було звільнено з посади та переведено в підпорядкування начальника Ашхабадської залізниці. Причиною тому став наклеп, який не було підтверджено фактами, через що Григорія Івановича було незабаром виправдано та призначено спочатку заступником, а через рік і начальником паровозної служби Ашхабадської залізниці.
У 1944 році Головченка було призначено начальником паровозної служби Вінницької залізниці, а у квітні 1946 переведено до Києва на посаду заступника начальника Південно-Західного округу залізниць.
У 1949 році був призначений начальником Львівської залізниці. 
У 1951 році Головченка обрано членом бюро Львівського обкому партії та депутатом обласної ради (обирався також у 1955 і 1957 роках). Обіймав посаду начальника залізниці до жовтня 1959 року.
З відзнакою закінчив Всесоюзний заочний інститут інженерів транспорту. 
З жовтня 1959 до 1972 року працював начальником Південної залізниці. Під його керівництвом стрімко зростали темпи електрифікації дороги та впровадження тепловозної тяги. Головченко двічі обирався делегатом на з'їзди КПРС, тричі брав участь у роботі з'їздів КП України та був депутатом Харківської обласної ради. Після Південної дороги протягом п'яти років працював головою галузевої комісії у Міжнародній організації співробітництва залізниць, штаб-квартира якої дотепер розташована у Варшаві.
Помер 5 травня 1994 року. Похований на одному з цвинтарів Харкова.

## Нагороди
- три Ордени Леніна
- три Ордени Трудового Червоного Прапора
- Орден Червоної Зірки
- дві Почесні грамоти Президії Верховної Ради Української РСР (26.10.1956, 1.12.1965)